# 吉尼斯中国之夜
吉尼斯中国之夜是CCTV-1一檔已停播的節目，也是英国吉尼斯世界纪录总部在中国唯一一档官方授权的节目。該節目開播於2006年，源于《正大综艺》中的一个环节，自开播以来，在《吉尼斯中国之夜》節目中誕生過447个项目、984位挑戰者挑战成功的纪录。2013年1月，吉尼斯中国之夜來到西班牙拍攝。這是該節目首次在中華人民共和國以外的地點拍攝。2016年2月後不再有新節目播出。